# Turtle Soup
Albums de The Turtles
The Turtles Present the Battle of the Bands
(1968) Wooden Head
(1970)
Turtle Soup est le cinquième et dernier album studio du groupe de rock américain The Turtles, sorti en 1969.

## Titres
Toutes les chansons sont de Howard Kaylan, Al Nichol, Jim Pons, John Seiter et Mark Volman, sauf mention contraire.

### Face 1
1. Come Over – 2:21
2. House on the Hill – 3:02
3. She Always Leaves Me Laughing – 2:49
4. How You Loved Me – 3:01
5. Torn Between Temptations – 2:48
6. Love in the City (Barbata, Kaylan, Nichol, Pons, Seiter, Volman) – 3:45

### Face 2
1. Bachelor Mother – 2:43
2. John and Julie – 3:12
3. Hot Little Hands – 4:12
4. Somewhere Friday Night – 3:23
5. Dance This Dance – 3:31
6. You Don't Have to Walk in the Rain (Kaylan, Murray, Nichol, Pons, Portz, Seiter, Volman) – 2:46

## Musiciens
- Howard Kaylan : claviers, percussions, chant
- Al Nichol : basse, guitare, claviers, chant
- Jim Pons : basse, guitare chant
- John Seiter : batterie, claviers, chant
- Mark Volman : guitare, chant